# Listă de Wikiuri
Aceasta este o listă de site-uri Wiki.
- A Million Penguins
- AboutUs.org
- Appropedia
- Armeniapedia
- Astrodatabank
- Baidu Baike - enciclopedie chinezească
- Ballotpedia
- Biographicon
- BMEzine Encyclopedia
- Bureaupedia
- Catawiki - catalogări
- Citizendium - enciclopedie
- Collegewikis
- Congresspedia - guvernamental (Congresul Statelor Unite ale Americii)
- Connectipedia
- Conservapedia - enciclopedie
- Crnogorska Enciklopedija
- DavisWiki
- Deletionpedia
- Diplopedia
- Ekopedia
- Enciclopedia Libre Universal en Español
- Encyclopedia Dramatica
- Everything2
- Family History Research Wiki
- Familypedia
- Galaxiki
- Ganfyd
- Gardenology.org
- GCPEDIA
- GeoNames
- Geo-wiki
- Heraldry of the World
- Heroes Wiki - enciclopedie ficțională (Heroes)
- Hitchwiki
- Hudong
- Infoshop.org
- Intellipedia
- Javapedia
- Katrina PeopleFinder Project
- Keyinpedia
- Knol
- Lostpedia - enciclopedie ficțională (Lost)
- LyricWiki
- Mahalo.com
- Marefa
- Marvel Database Project
- Math Images Project
- Medpedia
- Memory Alpha - enciclopedie ficțională (Star Trek)
- Memory Beta - enciclopedie ficțională (Star Trek)
- MetaBase
- Metapedia
- Metavid
- MuseWiki
- MyExperiment
- MyWikiBiz
- Navipedia
- OpenWetWare
- PDBWiki
- Physio Wiki
- Project Gutenberg
- Proteopedia
- RationalWiki
- RitchieWiki
- Rodovid
- Scholarpedia
- School Wiki
- SNPedia
- SourceWatch
- Supernatural Wiki
- Tip the Planet
- UKGameshows.com
- Uncyclopedia
- Vikidia
- Whole Wheat Radio
- Wikia
- WikiAnswers
- WikiBaseball
- Wikibooks
- WikiCandidate
- WikiCity Guides
- WikiDoc
- wikiHow
- Wikileaks
- WikiLosRios
- Wikimania
- WikiMapia
- Wikimedia Commons
- Wikinews
- Wikipedia
- Wikiquote
- Wikisource
- Wikispecies
- Wikitravel
- Wikitruth
- Wikiversity
- Wikivoyage
- Wookieepedia - enciclopedie ficțională (Star Wars)
- Wowpedia - enciclopedie ficțională (Warcraft)
- WoWWiki - enciclopedie ficțională (Warcraft)
- Yellowikis
- ZineWiki